# 朱儼鈺
巴東王朱儼鈺（？—1652年12月22日（永曆六年十一月辛卯）），明朝宗室、南明人物。

## 生平
朱儼鈺是巴東王朱貴煊的後裔，朱貴煊因罪被廢為庶人，巴東國除，而朱儼鈺則在永曆元年（1647年）七月獲復封。永曆六年（1652年），他跟隨朝廷隊伍到安龍府，其時行宮狹小，宦官和宮人都要在外居住，輪班擔任宿衛。常在郭良璞是宦官夏國祥以前的對食，年十九歲，樣子漂亮、才思敏捷，懂得擊劍走馬，和某妃很是友好。孫可望家臣張應科看見郭良璞，心中喜歡她，移到她宅第附近居住，日夕獻殷勤；朱儼鈺亦親近張應科。張應科稱呼某妃為嫂嫂，因此和郭良璞私通。永曆帝發現此事後，下令杖殺郭良璞及宦官李安國，賜朱儼鈺及某妃自盡。

## 家族
- 兒子朱尊江，六年十一月襲封巴東王，後來到東寧依附鄭成功。臺灣失陷，投降清朝，在河南屯田[3]。

## 引用
1. 1 2  錢海岳《南明史·卷三·本紀第三》：（永曆六年十一月）辛卯，……常在郭氏等以罪誅，賜巴東王儼鈺等死。
2. 1 2  錢海岳《南明史·卷二十七·列傳第三》：巴東王儼鈺，巴東王貴煊以罪為庶人，國除，永曆元年七月襲封。六年，從幸安龍。時行宮庳隘，奄寺宮人假館於外，分班宿衛。嘗在郭良璞，故奄夏國祥之對食也，年十九，妍麗捷敏，能擊劍走馬，妃某與之善。
3. 1 2  錢海岳《南明史·卷二十七·列傳第三》：有張應科者，孫可望之私人也，窺見良璞，心好之，移居近第，晨夕致殷勤；儼鈺亦暱就之。應科呼妃為嫂，因得通於良璞。事覺，上命杖殺良璞并內監李安國，賜儼鈺與妃悉自栽。子尊江，六年十一月襲封，後依鄭成功東寧。臺灣亡，降，屯田河南。